# Caecilia inca
Caecilia inca és una espècie d'amfibi de la família Caeciliidae endèmica del Perú que habita en boscos tropicals o subtropicals humits i a baixa altitud, plantacions, jardins rurals i zones prèviament boscoses ara molt degradades.